# Opius inopinatus
Opius inopinatus är en stekelart som beskrevs av Papp 1982. Opius inopinatus ingår i släktet Opius och familjen bracksteklar. Inga underarter finns listade i Catalogue of Life.